# Прогрес МС-12
Прогрес МС-12 (№ 442, за класифікацією НАСА Progress 73 або 73P) — 165-й з 1978 року космічний вантажний корабель серії Прогрес, запущений 31 липня 2019 року держкорпорацією Роскосмос для 73-ї доставки вантажів до Міжнародної космічної станції (МКС).

## Запуск
Космічну вантажівку «Прогрес МС-12» було запущено 31 липня 2019 року із космодрому Байконур за допомогою ракети-носія Союз-2.1а.

## Стикування
Зближення відбувалося протягом двох обертів. Транспортний вантажний корабель пристикувався через 3 год 19 хв. до надирного стикувального вузла модуля Пірс (СО1) російського службового модуля «Звєзда».

## Вантаж
Космічний вантажний корабель «Прогрес МС-12» має доставити на МКС 2450 кг вантажу, у тому числі їжу, 705 кг палива, 50 кг кисню і повітря, 420 кг води.